# Пей Сінжу
Пей Сінру (кит.: 裴星茹; нар. 11 жовтня 1998) — китайська борчиня вільного стилю, чемпіонка та бронзова призерка чемпіонатів світу, чемпіонка Азії, чемпіонка та срібна призерка Азійських ігор, срібна призерка Кубку світу.

## Життєпис
У 2014 році стала чемпіонкою Азії серед кадетів. Того ж року виграла срібну медаль Літніх юнацьких Олімпійських ігор. У 2016 році стала чемпіонкою Азії серед юніорів та бронзовою призеркою чемпіонату світу серед юніорів.

## Спортивні результати на міжнародних змаганнях

### Виступи на Чемпіонатах світу
| Змагання                        | Збірна | Вагова категорія          | Місце  |
| ------------------------------- | ------ | ------------------------- | ------ |
| Чемпіонат світу з боротьби 2016 | КНР    | жіноча боротьба, до 60 кг | Золото |
| Чемпіонат світу з боротьби 2018 | КНР    | жіноча боротьба, до 59 кг | Бронза |

### Виступи на Чемпіонатах Азії
| Змагання                       | Збірна | Вагова категорія          | Місце  |
| ------------------------------ | ------ | ------------------------- | ------ |
| Чемпіонат Азії з боротьби 2018 | КНР    | жіноча боротьба, до 57 кг | Золото |
| Чемпіонат Азії з боротьби 2019 | КНР    | жіноча боротьба, до 62 кг | 7      |

### Виступи на Азійських іграх
| Змагання                        | Збірна | Вагова категорія          | Місце  |
| ------------------------------- | ------ | ------------------------- | ------ |
| Азійські ігри в приміщенні 2017 | КНР    | жіноча боротьба, до 58 кг | Золото |
| Азійські ігри 2018              | КНР    | жіноча боротьба, до 57 кг | Срібло |

### Виступи на Кубках світу
| Змагання                    | Збірна | Вагова категорія | Місце  |
| --------------------------- | ------ | ---------------- | ------ |
| Кубок світу з боротьби 2018 | КНР    | команда          | Срібло |

### Виступи на інших змаганнях
| Змагання                                  | Збірна | Вагова категорія          | Місце  |
| ----------------------------------------- | ------ | ------------------------- | ------ |
| Відкритий чемпіонат Китаю з боротьби 2018 | КНР    | жіноча боротьба, до 57 кг | 5      |
| Klippan Lady Open 2019                    | КНР    | жіноча боротьба, до 59 кг | Срібло |
| Турнір Дана Колова — Николи Петрова 2019  | КНР    | жіноча боротьба, до 62 кг | Бронза |
| Тестовий турнір UWW 2019                  | КНР    | жіноча боротьба, до 53 кг | 5      |

### Виступи на змаганнях молодших вікових груп
| Змагання                                      | Збірна | Вагова категорія          | Місце  |
| --------------------------------------------- | ------ | ------------------------- | ------ |
| Чемпіонат Азії з боротьби серед кадетів 2014  | КНР    | жіноча боротьба, до 60 кг | Золото |
| Літні юнацькі Олімпійські ігри 2014           | КНР    | жіноча боротьба, до 60 кг | Срібло |
| Чемпіонат Азії з боротьби серед юніорів 2016  | КНР    | жіноча боротьба, до 59 кг | Золото |
| Чемпіонат світу з боротьби серед юніорів 2016 | КНР    | жіноча боротьба, до 59 кг | Бронза |